# Miss Murder
«Miss Murder» — песня калифорнийской альтернативной рок-группы AFI. Выпущена в качестве первого сингла с седьмого студийного альбома Decemberunderground. 3 апреля 2006 года на радио прозвучал 30-секундный отрывок из песни, полную же версию впервые можно было услышать 13 апреля. На CD сингл вышел 24 апреля в Великобритании и 29 июля в Австралии.
Песня получила номинацию в категории «Best Rock Video» на MTV Video Music Awards в 2006 году. Журнал Rolling Stone поместил песню на 15-ю строчку рейтинга «100 лучших песен 2006 года».

## Список композиций
Австралия/Германия — CD
1. «Miss Murder» (Edit) — 3:18
2. «Don’t Change» (INXS cover) — 3:16
3. «Silver and Cold» (Live Acoustic) — 4:05
4. «Miss Murder» (Видеоклип)

Великобритания — CD
1. «Miss Murder» (Edit) — 3:18
2. «Don’t Change» (INXS cover) — 3:16
3. «Silver and Cold» (Live Acoustic) — 4:05

Промо CD 1 (Все страны)
1. «Miss Murder» (Edit) — 3:18

Промо CD 2 (Великобритания/США)
1. «Miss Murder» (Top-40 Edit) — 3:05

Промо CD 3 (США)
1. «Miss Murder» (Edit) — 3:18
2. «Don’t Change» (INXS cover) — 3:16

Промо CD 4 (США)
1. «Miss Murder» (VNV Nation Remix) — 6:00
2. «Miss Murder» (VNV Nation Instrumental) — 6:00
3. «Miss Murder» (Broken Spindles Remix) — 4:12
4. «Miss Murder» (Broken Spindles Instrumental) — 4:12

Великобритания — 7"
1. «Miss Murder» — 3:20
2. «Don’t Change» (INXS cover) — 3:16

США — 10"
1. «Miss Murder» — 3:20
2. «Rabbits are Roadkill on Route 37» — 3:51

Германия — промо 12"
1. «Miss Murder» (VNV Nation Remix) — 6:00
2. «Miss Murder» (Broken Spindles Remix) — 4:12
3. «Miss Murder» (Album Version) — 3:27

## Top-40 edit
На радиостанциях Великобритании существует запрет на проигрывание песен, содержащих скриминг. Поэтому была создана версия песни с альтернативным бриджем, названная UK Radio Edit, в США её назвали Top-40 edit от хит-парада Top 40 Mainstream.

## Видеоклип
Видеоклип был спродюсирован Марком Веббом, премьера состоялась через короткое время после выпуска аудиотрека.
Клип начинается с того, что Дэйви Хэвок находит записку, написанную Miss Murder. В ней нарисованы три чёрных кролика, такие же, как на обложке альбома Decemberunderground. Хэвок поёт песню за столом, её же в это время в большой комнате играют члены группы. Затем Хэвок, продолжая петь, появляется на балконе и раскрывает большие плакаты с портретами членов группы. Во время бриджа около стола Хэвока появляется много чёрных кроликов. После того, как он ещё раз смотрит с балкона, обнаруживается, что толпа пропадает, а на её место приходит Miss Murder. Вокалист возвращается за стол, к которому подходит Miss Murder. Она кладёт руку ему на плечо и он закрывает глаза, ожидая свою смерть. Клип заканчивается кадрами с чёрным кроликом, наблюдая за этим убийством.
Позже была выпущена расширенная версия, с песней Prelude 12/21 в начале. В нём Miss Murder пишет записку, складывает её, и она появляется у Хэвока во рту. В это время в большом зале члены группы готовятся к выступлению.

## Позиции в чартах
| Чарт                                | Позиция |
| ----------------------------------- | ------- |
| US Billboard Hot 100                | 24      |
| US Billboard Pop 100                | 28      |
| US Billboard Modern Rock Tracks     | 1       |
| US Billboard Mainstream Rock Tracks | 13      |
| UK Singles Chart                    | 44      |
| ARIA Singles                        | 14      |
| Hot Digital Songs                   | 13      |
| Hot Digital Tracks                  | 12      |
| Hot Single Recurrents               | 15      |
| Top Videoclip Tracks                | 17      |
| German Singles Charts               | 93      |